# Сади Гевсель
Сади Гевсель — 700 га родючих земель поблизу берега Тигру, між фортецею Фортеця Діярбакир і річкою. Сади були включені до попереднього списку всесвітньої спадщини ЮНЕСКО в 2013 році; вони стали об'єктом Всесвітньої спадщини в 2015 році разом з фортецею Діярбакир.
Сади Гевсель представляють собою приклад того, що у довкілля і біосистем є «пам'ять». Їх дослідження можуть допомогти зрозуміти, що відбувалося в долині річки Тигр, хоча б з часів Ассирійської імперії, тобто з того моменту як сади вперше були описані стародавніми текстами (близько 3000 років тому). Масштабні зміни, викликані вулканічною активністю, кліматичними умовами, динамікою осадження та ерозію, тектонічними підняттями і пов'язаними з ними землетрусами, а також — наслідками минулої людської діяльності — істотно відбилися в сучасному об'єкті Всесвітньої спадщини.

## Опис
Укріплене місто (або фортеця) Діярбакир розташовано у верхньому сточищі річки Тигр. Він знаходиться на схилі пагорба, на терені «Родючого півмісяця». Саме місто і навколишній природний ландшафт складалися поступово — протягом декількох століть. Вплив на архітектуру і господарство в регіоні наклали відразу декілька цивілізацій, що змінювали одна одну. Місто стало важливим економічним і політичним центром еллінізму і залишалося ним протягом майже всієї давньоримської епохи. Діярбакир зберіг своє значення в епоху правління династії Сасанідів, а також — в ті часи, коли він послідовно належав Візантійській та Османській імперям. Зі стародавніх часів місто залишається важливим регіональним центром.
Об'єкт, який увійшов до списку Всесвітньої спадщини в 2015 році, включає в себе тель на місці стародавнього міста Амід — відоме сьогодні як Ічкале (що означає «внутрішній замок»), власне фортечний мур міста Діярбакир (він має протяжність в 5800 метрів і включає в себе численні брами, башти, контрфорси і шістдесят три написи, зроблені в різні історичні епохи). Частиною об'єкту, що охороняється є також і власне родючі сади Гевсель, розташовані між Діярбакиром (його фортечною стіною) і річкою Тигр. Свого часу вони забезпечували населення і захисників міста водою та їжею.

## Дослідження
На думку сучасних дослідників сади Гевсель представляють собою приклад того, що у довкілля і біосистем є «пам'ять». Їх дослідження можуть допомогти зрозуміти, що відбувалося в долині річки Тигр, принаймні, з часів Ассирійської імперії — тобто з того моменту як сади вперше згадані в записах, виконані на клинописних табличках близько 1000 років до н. е.. Масштабні зміни, викликані вулканічною активністю, кліматичними умовами, динамікою осадження і ерозії, тектонічними підняттями та пов'язаними з ними землетрусами, а також — наслідками минулого людської діяльності — істотно відбилися в сучасному об'єкті Всесвітньої спадщини. Інакше кажучи, сади Гевсель — це сукупність об'єктів, які можуть містити інформацію про «довгі періоди» в історії міста Діярбакир. Крім того, на терасах, на яких розташовані сади, «записані» гідрологічні та кліматичні зміни в долині від останнього льодовикового періоду та голоцену до сьогоднішнього дня

## Список Всесвітньої спадщини
Сади Гевсель стали кандидатом в список об'єктів Всесвітньої спадщини ЮНЕСКО в 2013 році. У 2015 році вони офіційно внесені в список спадщини ЮНЕСКО.